# Merriam
Merriam és una població dels Estats Units a l'estat de Kansas. Segons el cens del 2006 tenia 10.773 habitants.

## Demografia
Segons el cens del 2000, Merriam tenia 11.008 habitants, 4.839 habitatges, i 2.903 famílies. La densitat de població era de 983,8 habitants/km².
Dels 4.839 habitatges en un 26,3% hi vivien nens de menys de 18 anys, en un 46,8% hi vivien parelles casades, en un 9,7% dones solteres, i en un 40% no eren unitats familiars. En el 33,3% dels habitatges hi vivien persones soles el 7,6% de les quals corresponia a persones de 65 anys o més que vivien soles. El nombre mitjà de persones vivint en cada habitatge era de 2,23 i el nombre mitjà de persones que vivien en cada família era de 2,86.
Per edats la població es repartia de la següent manera: un 21,7% tenia menys de 18 anys, un 8,3% entre 18 i 24, un 34% entre 25 i 44, un 23,8% de 45 a 60 i un 12,2% 65 anys o més.
L'edat mediana era de 36 anys. Per cada 100 dones de 18 o més anys hi havia 90,9 homes.
La renda mediana per habitatge era de 48.455$ i la renda mediana per família de 54.639$. Els homes tenien una renda mediana de 37.358$ mentre que les dones 29.815$. La renda per capita de la població era de 23.988$. Entorn del 4,3% de les famílies i el 6,2% de la població estaven per davall del llindar de pobresa.

## Poblacions més properes
El següent diagrama mostra les poblacions més properes.